# Bronowo (województwo zachodniopomorskie)
Bronowo (niem. Brunow) – wieś w Polsce położona w województwie zachodniopomorskim, w powiecie świdwińskim, w gminie Połczyn-Zdrój, 9 km na południowy zachód od Połczyna-Zdroju.
Według danych z 1 stycznia 2011 roku wieś liczyła 142 mieszkańców. 
Przez wieś przepływa rzeka Grudzianka.
5 marca 1945 utworzono we wsi pierwszy na ziemi świdwińskiej posterunek polskiej milicji obsadzony przez byłych robotników przymusowych zatrudnionych w okolicy przez nazistów niemieckich. W miejscowości pozyskiwana jest borowina dla potrzeb Uzdrowiska Połczyn.